# Bhaktijoga

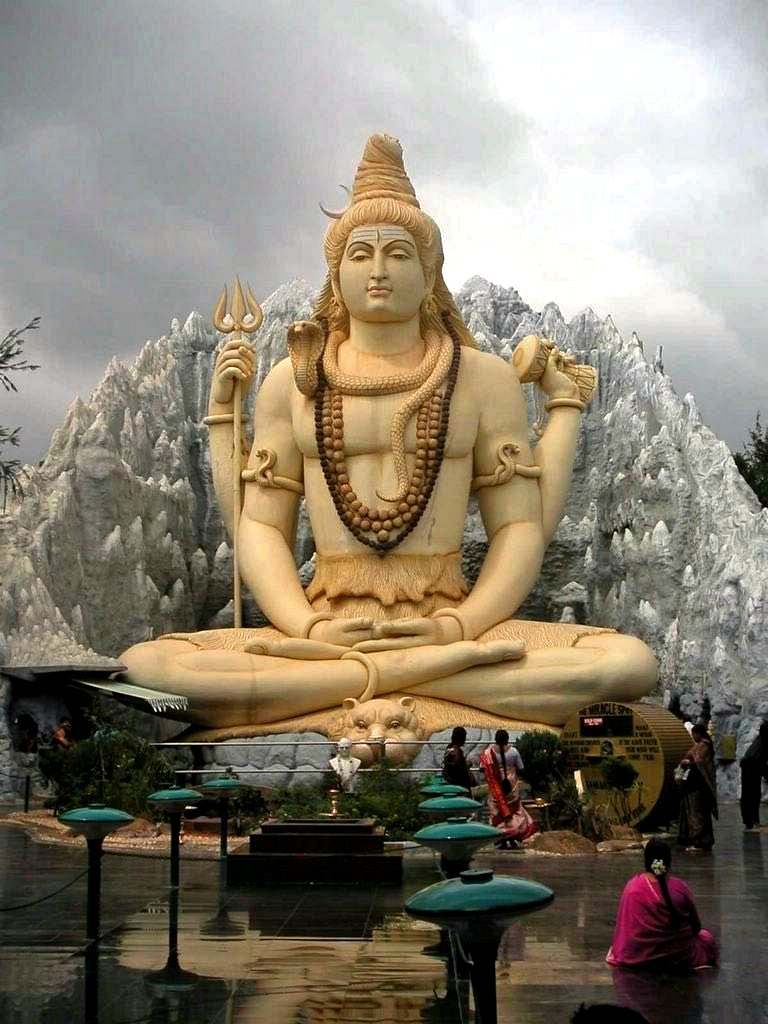
Statua przedstawiająca medytującego Śiwę

Bhaktijoga – określenie duchowej praktyki z kręgu hinduizmu (m.in. wisznuizmu) polegające na rozwijaniu miłosnego związku (bhakti) z Bogiem. 

## Filozofia i rozwój bhaktijogi
Bhakti jest terminem oznaczającym intensywną i bezinteresowną miłość do Boga, który może występować w roli Ojca, Matki, Dziecka czy w jakimkolwiek innym związku upragnionym przez jego wielbiciela. Bhakti umożliwia osobisty kontakt z Bogiem poprzez obcowanie z bóstwem. Z tego powodu w Indiach można spotkać wielką różnorodność bogów i bogiń, często czczonych jedynie przez niewielkie grupy wyznawców czy rodziny.
Jako jedna z form jogi, bhakti dąży do nawiązania i utrzymania kontaktu z Bogiem, przy czym należy zaznaczyć, że ma to być kontakt duchowy, niezwiązany z materialnym ciałem. Charakter owego związku w znacznej mierze zdeterminowany jest poprzez praktykowaną religię (śiwaizm czy wisznuizm), niemniej można wyróżnić dziewięć sposobów jego rozwijania:
- śrawanam - słuchanie
- kirtanam - intonowanie świętych imion
- smaranam - pamiętanie o Bogu
- sewanam - służenie Bogu
- arćanam - wielbienie bóstwa
- wandanam - ofiarowanie modlitw
- dasjam - wypełnianie poleceń Boga
- sakhjam - zostanie przyjacielem
- atma-niwedanam - podporządkowanie wszystkiego Bogu

Ruchy religijne związane z bhakti, które opierały się na naukach Wedanty, były czynnikiem który "odświeżył" hinduizm, wnosząc do niego intensywne wyrażanie wiary poprzez powiązanie emocjonalnych i filozoficznych elementów. Przykładem tego może być taniec bharatanatiam.
Idea wyzwolenia poprzez miłosne oddanie po raz pierwszy pojawia się w kulcie Waruny (boga opisanego w Rygwedzie).

## Bhagawadgita
Bhagawadgita jest źródłem natchnienia dla wielu grup religijnych oraz inspiracją dla wielu filozofów, jednak poza tym wszystkim stanowi ona "kamień węgielny" teizmu bhakti, a szczególnie wisznuizmu. Kryszna stwierdza tam, że miłość oraz czyste intencje są największą siłą wspomagającą jego wielbicieli na duchowej drodze do wyzwolenia. Jest to bardzo zwięzła i jednocześnie wszechstronna informacja o nastawieniu do świata bhakty (wielbiciela), niezależnie od czczonej przez niego formy Boga.
W rozdziale Bhagawadgity pt. Bhaktijoga można przeczytać słowa Kryszny: "[...] kto Mnie wielbi, oddając Mi wszystkie swoje czyny, i w pełnym oddaniu Mnie się powierza, pełniąc służbę oddania i zawsze medytując o Mnie, pogrążywszy swój umysł we Mnie – tego, o synu Prithy, szybko wyzwalam z oceanu narodzin i śmierci. Skoncentruj swój umysł na Mnie, Najwyższym Osobowym Bogu, i całą swoją inteligencję pogrąż we Mnie. W ten sposób bez wątpienia zawsze będziesz żył we Mnie." (Bhagawadgita, rozdział 12, wersety 6-8)
Bhakti w odróżnieniu od innych szkół filozoficznych nie działa w sposób, który ma nakłonić ludzi do zmiany sposobu myślenia. Bhakti odwołuje się głównie do pozytywnych emocji (szczególnie miłości) starając się ukierunkować i zaangażować je w proces samorealizacji. 
Bhaktijoga przejawia się w wielu dziedzinach kultury i sztuki, takich jak literatura, muzyka, malarstwo czy rzeźbiarstwo.